# 邁克爾·麥戈文
邁克爾·麥戈文（英語：Michael McGovern；1984年7月12日—）是一位北愛爾蘭足球運動員。在場上的位置是守門員。他也代表北愛爾蘭國家足球隊參賽。

## 榮譽

### 球會
诺里奇城
- 英格蘭足球冠軍聯賽冠軍：2020–21[2]賽季

## 外部連結
- Soccerway資料庫：邁克爾·麥戈文
- 足球数据库：邁克爾·麥戈文的球员统计数据
- 邁克爾·麥戈文在 National-Football-Teams.com 上的出场纪录
- Profile （页面存档备份，存于） at Irish FA